# Alberto Barenghi
Alberto Ángel Barenghi (ur. 2 maja 1930, zm. 18 listopada 2002) – argentyński pięściarz. Zwycięzca Igrzysk Panamerykańskich w 1951 roku. Reprezentant kraju podczas igrzysk olimpijskich w 1952 w Helsinkach. Na igrzyskach wziął udział w turnieju w wadze muszej. W pierwszej rundzie przegrał 2:1 z reprezentantem Szwecji Rolandem Johanssonem.